# 1797 en Lorraine
Chronologie de la Lorraine
- 1793
- 1794
- 1795
- 1796
- 1797
- 1798
- 1799
- 1800
- 1801

Cette page est une liste d'événements qui se sont produits durant l'année 1797 en Lorraine.

## Événements

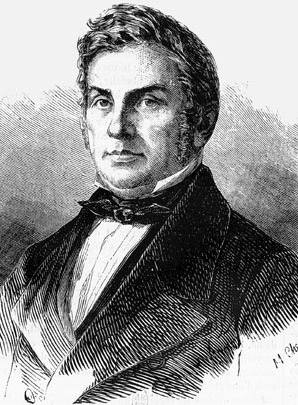
Michel Goudchaux

- Création de l'école de Médecine de Nancy[1].
- élu du département de la Meurthe au Conseil des Cinq-Cents : Jean-Ignace Jacqueminot (élu le 23 germinal an V)
- élu du département de la Meuse au Conseil des Cinq-Cents : Nicolas Champion de la Meuse, élu le 22 germinal an V (11 avril 1797[2]) au Conseil des Anciens par 178 voix et s'y montre actif dans le domaine de la finance et des impôts[3]. Favorable au coup d'État du 18 brumaire, il est choisi par le Sénat comme député de la Meuse au nouveau corps législatif le 4 nivôse an VIII[4].

### Presse écrite
- Création du (Le) Patriote de la Meurthe, qui est édité tous les 2 jours à Nancy[5].
- Seuls deux numéros paraîtront, à Nancy, du bidécadaire nommé Journal littéraire, moral et politique du département de la Meurthe[6].
- Extrait des journaux patriotes est une publication qui sort tous les deux jours pendant quelques semaines à Nancy[7].
- Un seul numéro du décadaire Feuille d'avis de Nancy pour les départemens de la Meurthe, de la Moselle, de la Meuse, des Voges, et du Bas-Rhin est paru[8].

## Naissances

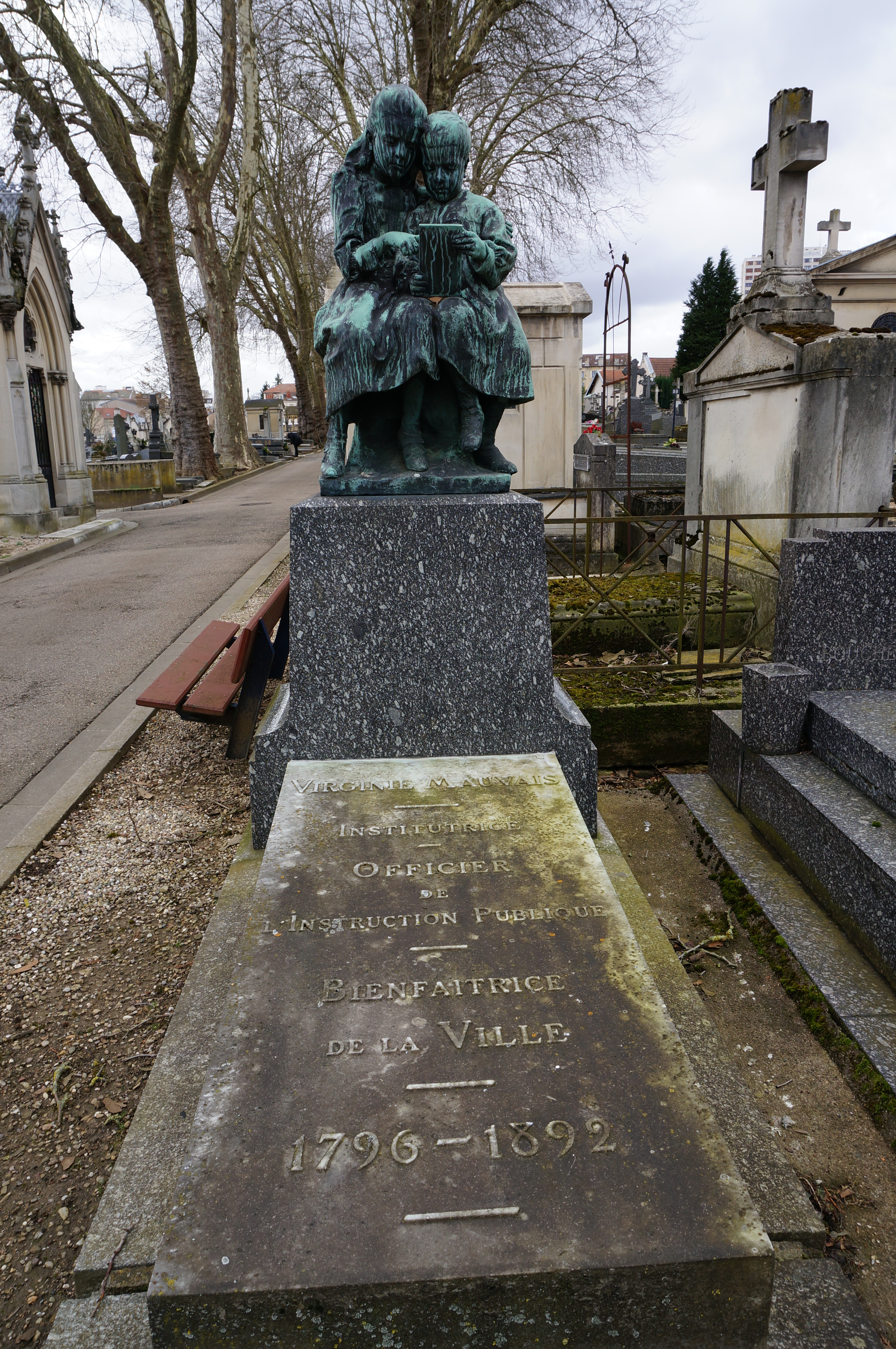
Tombe de Virginie Mauvais.

- 7 février à Vigneulles-lès-Hattonchâtel : Hubert Michel Fortuné Legagneur, mort le 10 janvier 1876 à Paris, homme politique et magistrat français.
- 8 mars à Metz : Maximilien-Charles Simon (décédé en 1861), compositeur français.
- 18 mars à Nancy : Michel Goudchaux,  mort à Paris le 27 décembre 1862, banquier et homme politique français, ministre de la Seconde République. Il est né dans une famille juive, le fils du banquier Gerson Jacob Goudchaux (1768-1818) et de sa femme Minette Mindle née Berr de Turique. Il sera marié à Zélie Lippman-Nathan (avec qui il aura un fils, Georges, et deux filles, Jeanne Levylier et Marie Lazard), puis à Eugénie Mass et Thérese Worms.
- 27 mars à Bar-le-Duc (Meuse) : Charles Desaux, homme politique français décédé le 22 janvier 1882 à Mussey (Meuse).
- 29 avril à Vézelise : Nicolas Deleau, décédé le 30 novembre 1862 à Larchant, médecin français, précurseur du traitement des maladies de l'audition et de la surdité.
- 4 juin à Metz : Auguste Rolland (1797-1859), architecte et pastelliste animalier français.
- 12 juin à Villers-la-Montagne : Regnault[9], mort le 17 juillet 1863 à Paris 17e[10], officier du Génie puis professeur de mathématiques et conducteur des Ponts et Chaussées de la Ville de Paris.
- 17 juin à Metz : Christophe Jusky, artiste-peintre français, mort à Nîmes le 15 mai 1878[11].
- 18 juin à Metz : Eugénie Charmeil (1797-1855), née Villeroy,  aquarelliste française, active dans la première moitié du XIXe siècle.
- 26 juin  à Esnes-en-Argonne : Charles-Nicolas-Pierre Didiot, mort le 15 juin 1866 à Bayeux, évêque de Bayeux et Lisieux de 1856 à 1866.
- 14 juillet à Ogéviller : Adrien Michaut est un homme politique français décédé le 1er mars 1873 à Nancy.
- 15 juillet à Nancy : Henri Georges Boulay de La Meurthe, 2e comte Boulay de La Meurthe, mort à Paris le 24 novembre 1858, homme d'État français, vice-président durant la IIe République de 1849 à 1852.
- 20 juillet à Metz : Auguste Stourm (1797-1865), homme politique français. Directeur général des Postes, il fut député sous la monarchie de Juillet et sénateur sous le Second Empire.
- 2 août à Nancy : Virginie Mauvais, morte le 27 juin 1892 dans cette même ville, institutrice puis inspectrice des écoles municipales.
- Probablement le 23 août à Sarreguemines : Auguste Hilarion Touret, décédé au  Pirée le 28 août 1857, officier philhellène français qui a participé à la guerre d'indépendance grecque et est ensuite resté en Grèce en tant qu'officier.
- 25 septembre à Metz : Olry Terquem, mort le 19 juin 1887 dans le 16e arrondissement de Paris[12], géologue amateur lorrain. Il participa par ses travaux à la naissance de la paléontologie lorraine.
- 11 novembre à Nancy : Léopold Turck, mort à Gray le 5 juin 1887, médecin, professeur d'Université, et un homme politique, Commissaire du gouvernement du département des Vosges pendant le Gouvernement provisoire de 1848, et député des Vosges.
- 30 décembre à Nancy : François Leuret,  mort dans la même ville le 5 janvier 1851, anatomiste et psychiatre français.

## Décès
- 4 avril, à Nancy : Jean-François-Joseph d'Alsace de Hénin-Liétard, né le 23 mai 1733 à Dion-le-Val dans le Brabant, chambellan de l'empereur Joseph II.